# Comuna Naderjînșciîna
Naderjînșciîna (în ucraineană Надержинщина) este o comună în raionul Poltava, regiunea Poltava, Ucraina, formată din satele Bojkivske, Kovankivka, Naderjînșciîna (reședința), Șîlî și Zabareanî.

## Demografie
Componența lingvistică a comunei Naderjînșciîna
     Ucraineană (93,41%)
     Rusă (6,24%)
     Alte limbi (0,24%)
Conform recensământului din 2001, majoritatea populației comunei Naderjînșciîna era vorbitoare de ucraineană (93,41%), existând în minoritate și vorbitori de rusă (6,24%).